# Air Mauritanie
Air Mauritanie was een luchtvaartmaatschappij uit Mauritanië met als thuisbasis Nouakchott.

## Geschiedenis
Air Mauritanie werd opgericht in 1962 met behulp van Spantax. Het heeft een oplopend aandeel genomen in Air Afrique. De maatschappij werd geprivatiseerd in 2000 met behulp van de Mauritanian Bank voor internationale handel en buitenlandse investeerders. Na het faillissement van Air Afrique werden diverse lijnen weer zelf opgepakt. In 2006 nam Royal Air Maroc een aandeel van 51% in Air Mauritanie. In 2007 ging de maatschappij alsnog failliet.

## Diensten
Air Mauritanie voerde in de zomer van 2007 lijnvluchten uit naar:
- Abidjan, Bamako, Brazzaville, Casablanca, Cotonou, Dakar, Las Palmas, Nouadhibou, Nouakchott, Parijs.

## Vloot
De vloot van Air Mauritanie bestond uit: (juni 2007)
- 2 Boeing B737-700
- 1 Fokker F28-4000